# Рольяно (провінція Козенца)
Рольяно (італ. Rogliano, сиц. Roglianu) — муніципалітет в Італії, у регіоні Калабрія,  провінція Козенца.
Рольяно розташоване на відстані близько 450 км на південний схід від Рима, 40 км на північний захід від Катандзаро, 15 км на південний схід від Козенци.
Населення — 5676 осіб (2014).
Щорічний фестиваль відбувається 8 грудня. Покровитель — Madonna dell'Immacolata.

## Демографія
Населення за роками:

Станом на 1 січня 2023 року в муніципалітеті офіційно проживали 122 іноземці з 29 країн, серед них 53 громадяни країн Євросоюзу та 3 громадяни України.

## Сусідні муніципалітети
- Априльяно
- Марці
- Паренті
- Санто-Стефано-ді-Рольяно